# Utricularia circumvoluta
Utricularia circumvoluta är en tätörtsväxtart som beskrevs av Peter Geoffrey Taylor. Utricularia circumvoluta ingår i släktet bläddror, och familjen tätörtsväxter. Inga underarter finns listade i Catalogue of Life.